# Velura Sezono
Velura Sezono (з мови есп. Оксамитовий сезон) — міжнародний фестиваль авторської пісні мовою есперанто в Ялті. Проходить щороку у вересні.

## Мета
Мета фестивалю — пропаганда міжнародної мови есперанто та інформація про можливості її вивчення та використання.

## Історія
В 1979 році ялтинський есперанто-клуб «Tero» (Земля) розпочав організовувати традиційні осінні есперанто-фестивалі «Velura sezono». Перший, неофіційний, відбувся в лісі. В тому ж році 5 ялтинців відвідали і взяли участь у SEJT в гірському Дагестані, де з іншими есперантистами вперше презентували мовою есперанто сцени з рок-опери «Ісус Христос суперзірка».
В 1982 році найцікавішою частиною фестивалю був концерт органної музики Баха в печері «Тетяна» на горі Ай-Петрі (висота понад 1200 м).
Фестиваль став найпопулярнішою есперанто-подією в країні. В ньому щоосені брало участь понад 100 есперантистів, багато музикантів.
В Ялту переїхали Володимир Сорока, Марина Короть, Оксана Курпекова, які з ялтинцем Зорабом Сафоряном у 1987 році заснували есперанто-ансамбль при клубі «Tero». Цей ансамбль виступав російською, українською та есперантською мовами. Есперанто-ансамбль був єдиним бардівським клубом в країні, де авторські пісні звучали різними національними мовами та есперано.
Перший міський фестиваль авторської пісні відбувся як частина фестивалю «Velura Sezono». Поміж 12 лауреатів цього фестивалю 8 були есперантистами.
Марина Короть стала лауреатом українського фестивалю авторської пісні. Мову есперанто також вивчив талановитий севастопольський бард Олександр Губанов. Друзями Есперанто стають найвідоміший бард з Сімферополю (столиця Криму) Володимир Шишкін та найпопулярніший бард Криму, лауреат Всесоюзного фестивалю авторської пісні Костянтин Фролов.

## Програма
В останні роки програма фестивалю складається з наступних заходів:
- концерти мовою есперанто та національними мовами для жителів і гостей міста;
- концерти мовою есперанто для учасників фестивалю;
- автобусні екскурсії в мальовничі та історичні місця Криму;
- походи в гори;
- демонстрація та урок скелелазіння.

## Організатори
Фестиваль організовує ялтинський юнацький есперанто-клуб «Tero» (Земля) спільно з:
- Спілкою підтримки та захисту Української культури «Espero» (Надія).
- Об'єднанням активної творчої та інтелектуальної молоді «Universo» (Всесвіт).